# Hylaeochampsa
Hylaeochampsa é um gênero extinto de crocodilomorfo eusuchiano. É também conhecido apenas a partir de um crânio parcial recuperado de rochas da era barremiana da Formação Vectis do (Grupo Wealden), do Cretáceo Inferior, na Ilha de Wight. Este crânio, BMNH R 177, é curto e largo, com um palato do tipo eusuchiano e dentes aumentados posteriores inferidos, que teriam sido adequados para esmagamento. O Hylaochampsa foi descrito por Richard Owen em 1874, com H. vectiana como a espécie-tipo. Pode ser do mesmo gênero que o ligeiramente mais velho Heterosuchus, que se deduz ter sido de grau evolucionário semelhante, mas não há material de sobreposição como o Heterosuchus, que é conhecido apenas a partir dos vertebrados. Se os dois pudessem ser apresentados como sinônimos, o Hylaeochampsa teria prioridade, porque é o nome mais antigo. O Hylaeochampsa é o gênero-tipo da família Hylaeochampsidae, que também inclui o Iharkutosuchus do Cretáceo Superior da Hungria. James Clark e Mark Norell o posicionaram como o grupo-irmão para o Crocodylia. O Hylaeochampsa é atualmente o mais velho eusuchiano.